# Konstancja Rzewuska
Konstancja Małgorzata z Lubomirskich Rzewuska (ur. 1761, zm. 11 października 1840 w Kamieńcu Podolskim) – polska szlachcianka, córka Stanisława i Izabeli z Czartoryskich Lubomirskiej.

## Życiorys
Malarka amatorka, ok. 1780 roku, wykonała szereg rysunków, świadczących o dobrej technice i talencie. Zachowała się akwaforta: popiersie brodatego starca.
W roku 1782 poślubiła kuzyna Seweryna Rzewuskiego i została matką Wacława. Odznaczona Orderem Krzyża Gwiaździstego. Roztrwoniła majątek odziedziczony po matce, od 1817 mieszkała w Podhorcach po konfiskacie majątku syna za udział w powstaniu listopadowym zamieszkała w Kamieńcu Podolskim ostatnie lata życia spędziła w niedostatku.
Prawem spadku i posagu nabyła klucz grzymałowski (m.in. Faszczówkę).